# 任福民
任福民（1524年—1561年），字錫之，號敬斋，錦衣衛籍，山東青州府樂安縣人。明朝政治人物。

## 生平
十一月二十六日生，行二，治《詩經》，由國子生中式嘉靖二十八年己酉科（1549年）順天府鄉試第五十四名舉人，年三十三歲中式嘉靖三十五年（1556年）丙辰科會試中式第二百六十九名，第三甲第二百名進士。吏部观政，三十八年授刑部主事，四十年卒。

## 家族
曾祖任榮；祖任全；父任宜；母裴氏。具慶下，弟育民；濟民；惠民。